# Ekspreso
Ekspreso is een internationale hulptaal, die in 1996 werd ontworpen door de Amerikaans-Uruguayaanse onderwijzer Jay Bowks (voluit: Jacinto Javier Bowks de la Rosa).
Hij omschrijft het Ekspreso als de "taal voor mensen die haast hebben" (Ekspreso: la lingua pro la persona in haste). Het is een eenvoudig te leren taal, bedoeld voor mensen die graag buitenlanders ontmoeten en kennis willen opdoen omtrent andere landen en culturen. Het Ekspreso streeft ernaar eenvoudiger te zijn dan het Esperanto of enige nationale taal, en sneller te kunnen worden geleerd als een tweede taal, in het bijzonder voor de sprekers van Europese talen.
De naam "Ekspreso" is ontleend aan het Latijnse woord expressus, de voltooid verleden tijd van exprimere ("uitdrukken"). De taal is afgeleid van het Interlingua en kwam tot stand als gevolg van een discussie op de Auxlang-emaillijst.

## Voorbeelden
- "Hallo": Saluto
- "Hoeveel?": Kuanti?
- "Deze bevalt mij": Lo plasen a mio
- "Is dit goedkoop?": Esen lo barata?
- "Vijf euro": Sinkui euros
- "Aanvaardt u dollars?": Aksepten vo dolares?
- "Geeft u mij een recept, alstublieft": Donen a mio uni resepto, pro favor
- "Dank u": Grasias
- "Ik hou van jou": Mio amen vo
- "Tot ziens": Adio